# Gowidlinko
Gowidlinko (kaszb. Gòwidlënkò) – nieoficjalny przysiółek wsi Gowidlino  położonej w Polsce, w województwie pomorskim, w powiecie kartuskim, w gminie Sierakowice.
Miejscowość leży na Pojezierzu Kaszubskim nad zachodnim brzegiem jeziora Gowidlińskiego (z widokiem na wyspę Ostrów).
Wieś jest częścią składową sołectwa Gowidlino.
W latach 1975–1998 miejscowość administracyjnie należała do województwa gdańskiego.
Nazwa Gowidlinko pojawia się na mapach topograficznych, jednak brak jej urzędowych wykazach, zatem nie jest to nazwa oficjalna, tylko potoczna. Gowidlinko zostało połączone administracyjnie z Gowidlinem.